# حروب قيس وتغلب
حروب قيس وتغلب هو نزاع بين قبيلة قيس وقبيلة تغلب وقع في حِقبة ما بعد الخلافة الراشدة.

## الأسباب
أسباب اقتصادية: الصراع على امتلاك المناطق الرعوية والزراعية.
أسباب سياسية: انحياز كل من القبيلتين إلى أحد الطرفين المتصارعتين على الخلافة، وهما الزبيريون والأمويون، فانحازت قيس إلى الزبيريين وانحازت تغلب إلى الأمويين.

## الوقائع
- معركة الحريش

- يوم ماكسين

- يوم الثرثار الأول

- يوم الثرثار الثاني

- يوم الفُدين

- يوم السُّكير

- يوم المعارك

- يوم الشرعبية

- يوم البليخ

- يوم الحَشاك

- يوم الكُحيل

- يوم البِشْر

### معركة يوم البشر
وقعت معركةُ يوم البِشْر في مِنطَقة جبل البِشْر شرقيَّ الفرات، ومن أسبابها تطاولُ الشاعر التغلِبي الأخطل على قيس وأحد زعمائها الجَحَّاف بن حُكَيم السُّلَمي في مجلس عبد الملك بن مروان، حين سأل عبدُ الملك الأخطلَ: أتعرفُ هذا يا أخطلُ، ويقصد الجحَّافَ، فقال الأخطل: نعم، هذا الذي أقول فيه:
وأكملَ قصيدته، ممَّا جعل الجَحَّافَ يغلي غضبًا، ويتوعَّده بقوله:
يعني عُمَيرَ بنَ الحُباب السُّلَمي أحدَ سادة قيس عَيْلان وفرسانها.
ثم قال: لقد ظنَنتُ يا بنَ النصرانية أنك لم تكُن تجترئ عليَّ، ولو رأيتَني لكَ مأسُورًا! وأوعَدَه.
فسار الجَحَّافُ مع قومه مسيرةَ أربعٍ في يوم وليلة حتى صبَّحَ حيَّ الأخطل، فأغارَ عليهم؛ فقتل النساءَ والصِّبيان والماشيةَ، وذبحَ الدَّجاج والكِلاب، وأفلَتَ الأخطلُ هاربًا.
فقال الأخطل بيته المشهور:
وقال الجَحَّافُ بن حُكَيم بعد وقعة البِشْر يخاطب الأخطل: